# Element de suport
Un element de suport és tota part de l'edifici que rep el pes de la coberta. Pot ser continu que a més serveix de tancament com els murs i discontinu com els pilars, les columnes, les mènsules, els contraforts i els arcbotants.